# История войн (Прокопий)
История войн (др.-греч. Ὑπέρ τῶν πολέμων λόγοι, Ἱστορίαι, лат. Bella) — монументальный труд византийского историка Прокопия Кесарийского, посвящённый войнам, которые вёл император Юстиниан I (527—565). Произведение состоит из 8 книг. Первые две книги посвящены войнам с Персией, следующие две завоеванию королевства вандалов и оставшиеся покорению королевства остготов. Произведение описывает события с 530 по 553 год. «История войн» является главным произведением Прокопия Кесарийского и основным источником сведений о царствовании Юстиниана I. Следуя классической историографической традиции Фукидида, Прокопий рассмотрел события политической истории своего времени, останавливаясь преимущественно на военных событиях, исследуя их причины и следствия. События расположены в хронологическом порядке, и в их описании Прокопий руководствовался прежде всего своим личным опытом, полученным на службе у полководца Велизария, руководившего большей частью военных кампаний. Вероятно, первые 7 книг произведения были написаны в 540-е годы в Константинополе, а последняя книга была завершена в 554 году. «Войны» оказали значительное влияние на последующие поколения византийских историков. На это произведение ссылались Агафий Миринейский, Евагрий Схоластик и Менандр Протектор в VI веке, Феофилакт Симокатта в VII веке, Константин Багрянородный в X веке и позднейшие историки.

## Структура и содержание
«История войн» состоит из 8 книг, разделяемых по географическому признаку на
- «Персидские войны» (книги I—II), посвящённые Римско-персидским войнам;
- «Вандальские войны» (книги III—IV), посвящённые Вандальской войне 533—534 годов;
- «Готские войны» (книги IV—VIII), в которых говорится о войне с Королевством остготов.

## Рукописи и издания
Первый латинский перевод «Войн с готами» был выполнен Л. Бруни в 1441 году (лат. De bello Italico adversus Gothos) и издан в Риме в 1470 году. Другой перевод «Войн с готами» сделал в 1481—1483 годах Х. Персона (лат. Procopius de Bello Gothorum), оно было издано в Риме в 1506 году. В 1509 году «Войну с персами» издал Р. Волатераннус (лат. Procopius de Bello Persico). Первое полное печатное издание «Войн» было подготовлено в Аугсбурге Д. Хёшелем (лат. Historiarum Procopii libri VIII). Следующее издание выполнил в 1661—1663 годах К. Мальтре, в 1729 году оно было перепечатано в Венеции. Критическое издание К. В. Диндорфа (1833—1838) основывалось преимущественно на тексте Мальтре, также были привлечены другие издания и латинские переводы. На издании Диндорфа построил своё издание итальянский филолог Д. Компаретти (1895—1898). К этому времени уже было известно и привлечено большое количество рукописей разных веков, однако связь между всеми ними ещё не была установлена. Этот пробел ликвидировал Я. Хаури, чьё критическое издание полного собрания сочинений Прокопия Кесарийского увидело свет в 1905—1913 годах в серии Bibliotheca Teubneriana. В своём исследовании рукописей Хаури основывался на работах русского филолога М. Н. Крашенинникова. Издание Хаури было воспроизведено без значительных изменений Г. Виртом в 1962—1964 годах.

## Издания
На латинском и греческом языках
- Guilelmus Dindorfius, ed., Procopius. Bonnae: Weber, 1833—1838 (Corpus scriptorum historiae Byzantinae, 43-45) Vol. 1 Vol. 2 (.pdf) Vol. 3
- Iacobus Haury, ed., Procopii Caesariensis opera omnia (4 voll. Lipsiae: Teubner, 1905—1913. Bibliotheca Teubneriana) voll. 1-2: Bella
  - ed. correctior; addenda et corrigenda adiecit Gerhard Wirth (4 voll. 1962—1964) voll. 1-2: Bella
- H. B. Dewing, ed., Procopius (7 voll. Londinii: Heinemann, 1914—1940. Loeb Classical Library) voll. 1-5 History of the Wars Vol. 1 vol. 2 vol. 3 vol. 4 vol. 5

На русском языке
- Прокопий Кесарийский. Война с готами // Прокопий Кесарийский. Война с готами. О постройках / Пер. С. П. Кондратьев. — М.: Наука, 1950. — 517 с.
- Прокопий Кесарийский. Война с готами // Прокопий Кесарийский. Война с готами. О постройках / Пер. С. П. Кондратьев. Вступит. статья З. В. Удальцовой. — М.: Арктос, 1996. — 167 с. — ISBN 5-85551-143-X.
- Прокопий Кесарийский. Война с персами. Война с вандалами. Тайная история / Пер., статья, комм. А. А. Чекаловой. — СПб.: Алетейя, 1998. — ISBN 5-89329-109-3.

На современных языках
- Prokopios. The Wars of Justinian / Trans. by H. B. Dewing, revised by A. Kaldellis. — Hackett Publishing Company, Inc., 2014. — 642 p. — ISBN 978-1-62466-170-9.

## Исследования
- Cameron A. Procopius and the Sixth Century. — Berkeley: University of California Press, 1985. — 308 с. — ISBN 0-415-14294-6.
- Kalli M. K. The Manuscript Tradition of Procopius' Gothic Wars. — Κ. G. Saur, 2004. — 197 p. — ISBN 3-598-77817-1.